# Santa María de la Vega
Santa María de la Vega – gmina w Hiszpanii, w prowincji Zamora, w Kastylii i León, o powierzchni 17,88 km². W 2011 roku gmina liczyła 370 mieszkańców.